# Акциони потенцијал
У физиологији, акциони потенцијал (АП) настаје када мембрански потенцијал одређене ћелијске локације брзо расте и опада. Ова деполаризација затим узрокује деполаризацију суседних локација. Акциони потенцијали се јављају у неколико типова животињских ћелија, званих ексцитабилне ћелије, које укључују неуроне, мишићне ћелије, ендокрине ћелије и у неким биљним ћелијама.
У неуронима, акциони потенцијали играју централну улогу у комуникацији од ћелије до ћелије тако што обезбеђују – или у погледу скоковитог простирања, помажу – пропагацију сигнала дуж аксона неурона ка синаптичким проширењима који се налазе на крајевима аксона; ови сигнали се затим могу повезати са другим неуронима у синапсама, или са моторним ћелијама или жлездама. У другим врстама ћелија, њихова главна функција је активирање интрацелуларних процеса. У мишићним ћелијама, на пример, акциони потенцијал је први корак у ланцу догађаја који доводе до контракције. У бета ћелијама панкреаса, оне изазивају ослобађање инсулина. Акциони потенцијали у неуронима су такође познати као „нервни импулси“ или „шиљци“, а временска секвенца акционих потенцијала коју генерише неурон назива се његовим „шиљастим возом“. За неурон који емитује акциони потенцијал, или нервни импулс, често се каже да се "пали".
Акциони потенцијали се генеришу специјалним типовима јонских канала регулисаних напоном уграђених у ћелијску мембрану. Ови канали се затварају када је мембрански потенцијал близу (негативног) потенцијала мировања ћелије, али брзо почињу да се отварају ако се отварају ако мембрански потенцијал почне да се повећава до тачно дефинисаног граничног напона, деполаризујући трансмембрански потенцијал. Када се канали отворе, дозвољавају унутрашњи ток натријумових јона, што мења електрохемијски градијент, што заузврат производи даљи пораст мембранског потенцијала, према нули. Ово онда узрокује отварање више канала, производећи већу електричну струју кроз ћелијску мембрану и тако даље. Процес се одвија експлозивно док се сви доступни јонски канали не отворе, што резултира великим порастом мембранског потенцијала. Брзи прилив натријумових јона узрокује да се поларитет плазма мембране преокрене, а јонски канали се затим брзо инактивирају. Како се натријумови канали затварају, јони натријума више не могу да уђу у неурон, и они се затим активно транспортују назад из плазма мембране. Затим се активирају калијумови канали и долази до спољашње струје калијумових јона, враћајући електрохемијски градијент у стање мировања. Након што се појави акциони потенцијал, долази до пролазног негативног померања, названог накнадна хиперполаризација.
У животињским ћелијама постоје два примарна типа акционих потенцијала. Један тип се генерише напонским натријумским каналима, а други напонским калцијумским каналима. Акциони потенцијали засновани на натријуму обично трају мање од једне милисекунде, али акциони потенцијали засновани на калцијуму могу трајати 100 милисекунди или дуже. Код неких типова неурона, спори скокови калцијума обезбеђују покретачку снагу за дуги налет брзо емитованих натријумових шиљака. У ћелијама срчаног мишића, с друге стране, почетни брзи скок натријума обезбеђује "прајмер" да изазове брзи почетак скока калцијума, који затим производи мишићну контракцију.

## Структура неурона
Неурони се састоје од:
- тела (soma) или перикариона (од гр. peri = око; karyon = једро) са кога полазе
- две врсте наставака (неурита):
  - дендрити (од грч. dendron = дрво) и
  - аксон (од грч. axon = осовина) или неурит, нервно влакно.

Дендрити су кратки, разгранати наставци који надражај доводе до тела неурона. Број дендрита може бити мањи или већи или могу и потпуно да одсуствују. Они се даље могу гранати и на огранцима се уочавају бојни дендритски трнићи. Дендрити су кратки и разгранати протоплазматични наставци који се пружају око ћелијског тела. Гране дендрита, према близини у односу на ћелијско тело, могу бити примарне, секундарне и терцијалне. Подручје које покривају сви огранци једног дендрита назива се дендритска зона. Дендрити су по правилу тањи од аксона, а њихов пречник се смањује идући према терминалним гранањима. Код многих неурона, на површини најситнијих дендритских грана налазе се испупчења печуркастог облика, трнолики израштаји, који су прекривени бројним синаптичким завршецима других ћелија. Стога, дендрити са трноликим израштајима представљају главни пријемни регион нервне ћелије. Трнолики израштаји одувек су фасцинирали неуробиологе, од када их је, 1888. године, први пут описао Рамон Кахал. Данас је познато да број дендритских грана и трноликих израштаја зависе од квалитета средине у којој се човек развија, како у детињству, тако и током живота.
Аксон (грч. axon=осовина) или неурит (нервно влакно) је непаран наставак који се само на крају грана. Аксон надражај одводи од тела неурона ка следећем неурону. Нервне ћелије по правилу поседују једно нервно влакно или аксон. Изузетак представљају амакрине ћелије мрежњаче, које поред бројних дендрита немају ни један аксон, као и псеудоуниполарни неурони, који поседују један аксон који се на самом почетку грана на два огранка. Дужина аксона код различитих типова неурона, варира од мање од милиметра до преко једног метра, а пречник аксона од 0.3 μm до око 25 μm код човека.  
Сам почетак аксона, место где аксон започиње пружајући се од ћелијског тела, нешто је дебљи од остатка аксона и назива се  аксонски брежуљак. Код већине аксона, аксонски брежуљак има улогу зоне у којој настају акциони потенцијали, па се назива и иницијални сегмент аксона (изузтетак од овог правила представљају поменути псеудоуниполарни неурони, који имају улогу сензитивних неурона). На самом крају, нервно влакно се грана на већи број протоплазматичних кончића са задебљалим крајевима. То су синаптичка проширења. Аксон, између аксонског брежуљка и синаптичког проширења има константан дијаметар, што је важна одлика аксона, од значаја за његова електрична и надражљива својства. Тај део аксона назива се прави аксон (axon proper). Синаптичко проширење нервног влакна је главни предајни део нервне ћелије, јер тим делом нерва ћелија остварује контакт са другом ћелијом. У синаптичком проширењу налазе се синаптичке везикуле са неуротрансмитером, који посредује у комуникацији нервне ћелије са другим ћелијама.  
Са свим деловима нервне ћелије, дакле телом, дендритима и аксоном успостављају везу многобројни како неурони тако и наставци глијалних ћелија па се сви ти наставци заједно називају неуропила (од гр. pilos= сваљана вуна, филц).

## Фазе акционог потенцијала
Мировни мембрански потенцијал нервних влакана износи око -90 mV, што значи да је потенцијал у цитосолу 90 миливолти негативнији у односу на потенцијал екстрацелуларне течности. Акциони потенцијал представља брзу промену мировног мембранског потенцијала која се брзо шири дуж нервног влакна. Мировни мембрански потенцијал означава се као први стадијум настанка акционог потенцијала, тзв. стадијум мировања. Њега следи стадијум деполаризације. Тада мембрана изненада постане врло пропустљива за натријумове јоне, дозвољавајући ток огромног броја позитивно наелектрисаних  јона у унутрашњост ћелије. То изазива раст ММП од уобичајених -90 mV према према позитивном смеру. Код дебелих нервних влакана, огромна количина  јона доводи до пребацивања ММП преко нултог нивоа у нешто мало позитивну вредност, док се потенцијал у тањим влакнима и многобројним неуронима ЦНС само приближава нултом нивоу, али га не прелази. Током неколико 10.000-тих делова секунде пошто је мембрана постала високопермеабилна за  јоне, натријумски канали почињу да се затварају, док се калијумски отварају више него нормално. Брза дифузија  из цитосола у екстрацелуларну средину успоставља нормалан мировни мембрански потенцијал, што се назива стадијум реполаризације. Јасно је, дакле, да у настајању и нестајању акционих потенцијала нервних влакана кључну улогу имају волтажно-зависни натријумски канали и волтажно-зависни калијумски канали. Акциони потенцијал настаје механизмом позитивне повратне спреге circulus vitiosusa: растућа волтажа узрокује отварање волтажно-зависних натријумских канала. То омогућава брзу дифузију огромне количине  у ћелију, што додатно повећава вредност ММП, отварајући тако још волтажно зависних натријумских канала и још већу дифузију  јона. Акциони потенцијали преносе се по принципу све-или-ништа, што значи да се, ако су испуњени сви услови, простире без губитка, са константном амплитудом, док се, ако услови нису испуњени, уопште не простире. Формирају се само на иницијалном сегменту неурона јер се ту налази седам пута више  јона него другде.

## Салтаторна кондукција акционог потенцијала у нервном влакну
Централни део аксона испуњен је аксоплазмом, која је житка интрацелуларна течност. Већину аксона окружује мијелински омотач који има улогу изолатора. Овај омотач је често знатно дебљи од самог аксона, а за његово стварање у ЦНС су одговорни олигодендроцтит, док ту функцију у периферним нервним влакнима обављају Шванове ћелије. Притом, један олигодендроцит ствара мијелин за и до 40 аксона, дој једна Шванова ћелија облаже само један сегмент периферног аксона. Мембрана Шванове ћелије обавије се око аксона, а затим се ћелија ротира око њега, облажући га изолатором који смањује ток јона кроз мембрану и до 5.000 пута. На споју две сукцесивне Шванове ћелије налазе се мала неизолована подручја, дугачка свега 2-3 микрометра, која се зову Ранвијерови чворови. Иако јони скоро не могу тећи кроз мијелински омотач мијелисаних нерава, они са лакоћом теку кроз Ранвијерове чворове. Начин на који се акциони потенцијал проводи од чвора до чвора назива се салтаторна кондукција. То значи да наелектрисање тече кроз околну екстрацелуларну течност која окружује мијелинску опну, као и кроз аксоплазму унутар аксона, ексцитирајући сукцесивне чворове један за другим, тј. 'скачући' од једног чвора до другог, ексцитирајући их. Салтаторна кондукција узрокује да процес деполаризације скаче дуге интервале дуж осовине нервног влакна, па тако повећава брзину нервне трансмисије у мијелисаним влакнима 5-50 пута. Такође, овакав начин провођења акционог потенцијала јер чува енергију за аксон, тако што се деполаришу само Ранвијерови чворови, омогућавајући и до 100 пута мањи губитак јона. Брзина кондукције у нервним влакнима варира од тако малих као што је 0,25 m/s у малим немијелисаним нервним влакнима, до тако велике, као што је 120 m/s у веома дебелим мијелисаним влакнима. 

## Волтажно-зависни натријумски канали
Волтажно-зависни Na+ канал има двоја врата: једна на спољашњем делу ћелије- звана активациона врата, и друга, инактивациона врата, у контакту са цитосолом. При нормалном мировном мембранском потенцијалу од -90 mV активациона врата су затворена, што онемогућује улазак натријумових јона кроз ове канале. Међутим, када ММП почне да губи негативност и расте према позитивном нивоу, и када, у том процесу, достигне волтажу између -70 и -50 mV, то изазива конформациону промену у активационим вратима, која се одмах отварају. Ово стање повећава пропустљивост мембране за Na+ јоне од 500 до 5.000 пута. То представља стадијум деполаризације. 
Међутим, неколико 10.000-тих делова секунди након отварања активационих врата, затварају се инактивациона врата, а њихово затварање узрокује иста конформациона промена која је и довела до отварања активационих. Када дође до затварања инактивационих врата, мембрански потенцијал почиње да се обнавља назад према нормалних -90 mV, што представља процес реполаризације. Поновно отварање натријумових канала неће се догодити ако се претходно ММП не врати на нормалан ниво од -90 mV или на приближну вредност, тј. ако се влакно не реполаризује.

## Волтажно-зависни калијумови канали
Калијумски канал поседује врата на цитосолском делу мембране, која су током ММП затворена и спречавају дифузију K+ јона у екстрацелиларну течност. Пораст ММП ка нули узрокује конформационо отварање врата и повећан ток калијума ка споља. Међутим, због незнатно одложеног отварања калијумових канала, они се отварају у исто време када се натријумски почну затварати због инактивације. Тако истовремено долази до смањеног уласка Na+ у ћелију и повећаног изласка K+ из ћелије, што смањује наелектрисање и доводи до обнављања нормалног мировног мембранског потенцијала. 